# Polybothris quadriplicata
Polybothris quadriplicata es una especie de escarabajo del género Polybothris, familia Buprestidae. Fue descrita científicamente por Thomson en 1878.
Esta especie mide 30 mm.

## Distribución geográfica
Habita en Madagascar. 